# 올고이코르코이

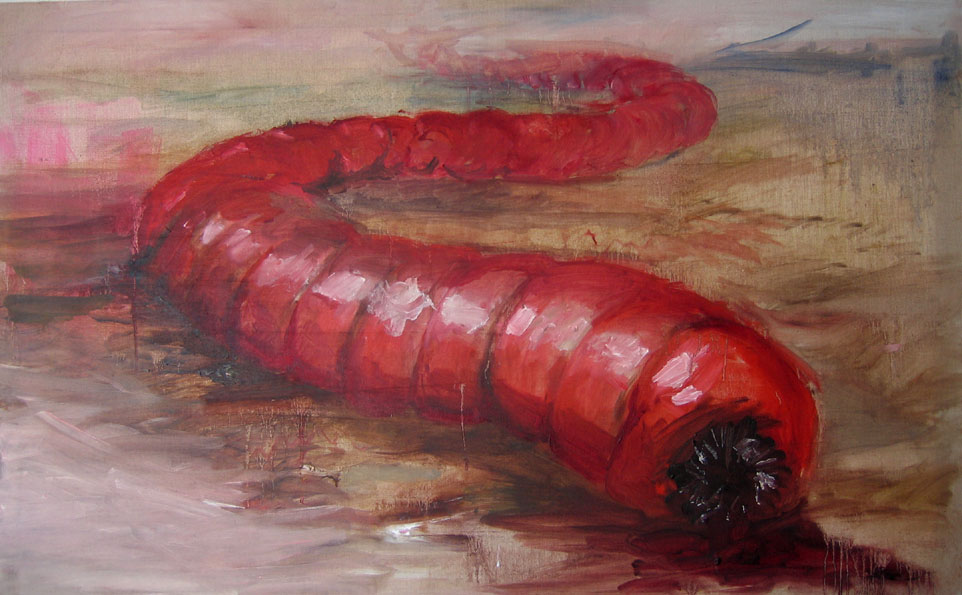
몽골 살인 벌레의 상상도

올고이코르코이(몽골어: олгой-хорхой, 영어: Mongolian death worm) 또는 죽음의 몽골 벌레는 고비 사막에 출몰하는 것으로 알려진 미확인 생명체이다. 어떠한 목격담이나 증거도 확실히 입증된 바 없다.
몸길이가 0.6~1.5미터 정도 되는 선홍색의 벌레로 묘사된다. 큰 것은 14m나 된다고 한다. 독성이 강한 산성 물질을 내뱉거나, 전기 방출로 공격을 할 수도 있다. 로이 앤드류스의 1926년 책 《고대인의 여행》을 통해 서구권에 알려졌다. 몽골식 이름인 олгой-хорхой는 창자 벌레라는 뜻이다.
잠스랑긴 체베엔이 이것에 대해 관심을 가졌다.

## 같이 보기
- 린트부름